# Barry Bridges
Barry John Bridges (* 29. April 1941 in Horsford, Norfolk) ist ein ehemaliger englischer Fußballspieler und Fußballtrainer.

## Karriere
Bridges wurde vom FC Chelsea nach guten Spielen bei Norwich und den Norfolk Boys 1958 unter Vertrag genommen. Im Februar 1959 gab der Stürmer sein Debüt für die Blues gegen West Ham United. Im Jahr 1965 wurde der League-Cup geholt. Nach dem erfolgreichen Jahr in London wechselte Bridges im Mai 1966 für 55.000 Pfund zu Birmingham City, was damaliger Klubrekord war. Nach seinen zwei Jahren in Birmingham spielte Bridges außerdem zwei Jahre bei den Queens Park Rangers, zwei Jahre beim FC Millwall und zwei Jahre bei Brighton & Hove Albion. Seine Spielerkarriere ließ er bei St Patrick’s Athletic und den Sligo Rovers in Irland ausklingen. International spielte der Engländer vier Mal für seine Heimat und erzielte ein Tor gegen Jugoslawien. Bei seiner vorletzten Spielerstation war er Spielertrainer, bevor er hauptamtlich kleinere Klubs wie Dereham Town und Heresford United betreute.

### Erfolge
- englischer League-Cup-Sieger mit dem FC Chelsea (1965)